# Le Roi blessé
Pour plus de détails, voir Fiche technique et Distribution.
Le Roi blessé (titre italien : Gioco al massacro) est un film germano-italien réalisé par Damiano Damiani, sorti en 1989.

## Fiche technique
- Titre original : Gioco al massacro
- Titre français : Le Roi blessé
- Réalisation : Damiano Damiani
- Scénario : Damiano Damiani et Raffaele La Capria
- Photographie : Gianfranco Transunto
- Musique : Riz Ortolani
- Pays d'origine :  Italie |  Allemagne de l'Ouest
- Format : Couleurs - Mono
- Genre : Film dramatique
- Durée : 110 minutes
- Date de sortie : 1989

## Distribution
- Tomás Milián : Clem Da Silva
- Elliott Gould : Theo Steiner
- Nathalie Baye : Bella
- John Steiner : Danilo
- Michael Gothard : Zabo
- Peter Woodthorpe : Straccalino